# Лебяжье (озеро, Шумихинский район)
Лебяжье — озеро в Шумихинском районе Курганской области России. Расположено в 1 км от западной окраины города Шумихи. Вдоль северного берега проходит автодорога Шумиха — Карандашово.
На озере обитают рыбы: карась. Вокруг озера в советское время был плодосовхоз.